# Weerstatistieken juni Nederland en België
Deze pagina bevat de gemiddelde waarden en de uitzonderlijke gebeurtenissen op weergebied in de maand juni in Nederland en België, zoals geregistreerd door respectievelijk de KNMI-weerstations in Nederland en het KMI in Ukkel, België.

## Weerstatistieken maand juni in Nederland 1901-2023

### Gemiddelden
Langjarige gemiddelden in het tijdvak 1991-2020.
|                                                  | De Bilt | Eelde | Rotterdam | Maastricht |
| ------------------------------------------------ | ------- | ----- | --------- | ---------- |
| Gemiddelde temperatuur in graden Celsius         | 16,2    | 15,4  | 16,0      | 16,8       |
| Gemiddelde minimumtemperatuur in graden Celsius  | 10,8    | 9,9   | 11,0      | 11,7       |
| Gemiddelde maximumtemperatuur in graden Celsius  | 20,9    | 20,4  | 20,6      | 21,7       |
| Dagen met max temperatuur > 20 °C                | 16,2    | 15,0  | 15,1      | 18,3       |
| Gemiddelde relatieve vochtigheid in procenten    | 75,4    | 79,0  | 76,5      | 72,8       |
| Gemiddelde neerslagduur in procenten van de tijd | 5,7     | 5,9   | 5,8       | 5,6        |
| Gemiddelde neerslaghoeveelheid in mm             | 70,5    | 65,0  | 68,6      | 68,9       |
| [ 1 ]                                            |         |       |           |            |

### Extremen
Hieronder volgen ranglijsten voor de hoogste en laagste gemiddelde temperatuur, de grootste en laagste neerslagsom en het grootste en laagste aantal uren zonneschijn, zoals gemeten op het KNMI-station in De Bilt tussen 1901 en 2023. De lijst van maandrecords is samengesteld uit de beschikbare gegevens van de genoemde stations.
| #     | Hoogste gemiddelde temperatuur in °C | Hoogste gemiddelde temperatuur in °C | Grootste neerslagsom in mm | Grootste neerslagsom in mm | Grootste aantal uren zonneschijn | Grootste aantal uren zonneschijn | #   |
| ----- | ------------------------------------ | ------------------------------------ | -------------------------- | -------------------------- | -------------------------------- | -------------------------------- | --- |
| 1.    | 2023                                 | 19,4                                 | 1998                       | 181,4                      | 2023                             | 326,0                            | 1.  |
| 2.    | 2025                                 | 18,3                                 | 1991                       | 154,8                      | 1959                             | 300,7                            | 2.  |
| 3.    | 2021                                 | 18,2                                 | 2016                       | 154,7                      | 1976                             | 290,5                            | 3.  |
| 4.    | 2019                                 | 18,1                                 | 1927                       | 149,5                      | 2022                             | 281,6                            | 4.  |
| 5.    | 2017                                 | 18,0                                 | 1966                       | 139,4                      | 2010                             | 281,0                            | 5.  |
| 6.    | 1976                                 | 18,0                                 | 1935                       | 131,7                      | 1970                             | 275,0                            | 6.  |
| 7.    | 2003                                 | 17,8                                 | 1943                       | 128,3                      | 2025                             | 274,0                            | 7.  |
| 8.    | 1917                                 | 17,7                                 | 1912                       | 123,8                      | 1973                             | 272,2                            | 8.  |
| 9.    | 1970                                 | 17,6                                 | 2019                       | 121,4                      | 1940                             | 270,2                            | 9.  |
| 10.   | 2020                                 | 17,5                                 | 1916                       | 117,2                      | 1939                             | 270,0                            | 10. |
| #     | Laagste gemiddelde temperatuur in °C | Laagste gemiddelde temperatuur in °C | Kleinste neerslagsom in mm | Kleinste neerslagsom in mm | Kleinste aantal uren zonneschijn | Kleinste aantal uren zonneschijn | #   |
| 1.    | 1923                                 | 11,6                                 | 2018                       | 11,8                       | 1987                             | 92,7                             | 1.  |
| 2.    | 1916                                 | 12,1                                 | 2023                       | 14,3                       | 1991                             | 96,8                             | 2.  |
| 3.    | 1991                                 | 12,7                                 | 1939                       | 14,9                       | 1907                             | 97,6                             | 3.  |
| 4.    | 1956                                 | 12,8                                 | 1949                       | 15,6                       | 1923                             | 107,6                            | 4.  |
| 5.    | 1927                                 | 13,0                                 | 1941                       | 16,2                       | 1990                             | 112,7                            | 5.  |
| 6.    | 1909                                 | 13,0                                 | 2006                       | 18,0                       | 1988                             | 114,3                            | 6.  |
| 7.    | 1918                                 | 13,3                                 | 2010                       | 18,2                       | 1977                             | 118,8                            | 7.  |
| 8.    | 1972                                 | 13,4                                 | 1962                       | 21,0                       | 1981                             | 130,2                            | 8.  |
| 9.    | 1907                                 | 13,5                                 | 1988                       | 23,7                       | 1916                             | 143,3                            | 9.  |
| 10.   | 1929                                 | 13,6                                 | 1973                       | 26,1                       | 1956                             | 147,6                            | 10. |
| [ 2 ] |                                      |                                      |                            |                            |                                  |                                  |     |

| | Officiële records        | Officiële records | Officiële records |  | Landelijke records       | Landelijke records | Landelijke records |
| Gebeurtenis | Datum                    | Extreem           | Locatie           |  | Datum                    | Extreem            | Locatie            |
| --- | ------------------------ | ----------------- | ----------------- |  | ------------------------ | ------------------ | ------------------ |
| Laagste etmaalgemiddelde temperatuur (°C) | 2 juni 1953              | 6,8               | De Bilt           |  | 1 juni 1975              | 6,3                | Deelen, Eelde      |
| Hoogste etmaalgemiddelde temperatuur (°C) | 27 juni 1947             | 26,9              | De Bilt           |  | 25 juni 2019             | 28,8               | Hupsel             |
| Laagste minimumtemperatuur (°C) | 1 juni 1936              | 0,0               | De Bilt           |  | 2 juni 1962              | −0,9               | Deelen             |
| Hoogste minimumtemperatuur (°C) | 25 juni 2019             | 19,5              | De Bilt           |  | 25 juni 2019             | 21,9               | Maastricht         |
| Laagste maximumtemperatuur (°C) | 2 juni 1953              | 9,2               | De Bilt           |  | 3 juni 2012              | 8,9                | Twenthe            |
| Hoogste maximumtemperatuur (°C) | 27 juni 1947             | 35,6              | De Bilt           |  | 27 juni 1947             | 37,2               | Maastricht         |
| Hoogste uurgemiddelde windsnelheid (m/s) | 29 juni 1906             | 14,9              | De Bilt           |  | 10 juni 1913             | 23,1               | Vlissingen         |
| Hoogste windstoot (m/s) | 23 juni 2004             | 25,0              | De Bilt           |  | 7 juni 1997              | 36,0               | Schiphol           |
| Langste zonneschijnduur (uur) | 24, 26, 27, 28 juni 1902 | 16,7              | De Bilt           |  | 24, 26, 27, 28 juni 1902 | 16,7               | De Bilt            |
| Langste neerslagduur (uur) | 4 juni 1994              | 19,3              | De Bilt           |  | 9 juni 1995              | 20,6               | Vlissingen         |
| Hoogste etmaalsom van de neerslag (mm) | 6 juni 1943              | 52,5              | De Bilt           |  | 2 juni 2003              | 115,6              | Marknesse          |
| Laagste etmaalgemiddelde relatieve vochtigheid (%) | 1 juni 1934              | 38                | De Bilt           |  | 17 juni 1934             | 33                 | Maastricht         |
| Laagste uurwaarde luchtdruk op zeeniveau (hPa) | 5 juni 2020              | 989,8             | De Bilt           |  | 5 juni 2020              | 987,8              | Hoorn Terschelling |
| Hoogste uurwaarde luchtdruk op zeeniveau (hPa) | 8 juni 2005              | 1037,6            | De Bilt           |  | 6, 7 juni 1962           | 1038,3             | De Kooy            |
| Officiële records worden altijd gemeten op het KNMI-weerstation in De Bilt. Landelijke records kunnen worden gemeten op elk officieel KNMI-weerstation in Nederland. |                          |                   |                   |  |                          |                    |                    |

## Weerstatistieken maand juni in België 1833-heden

### Gemiddelden
Vanaf 2011 werden de nieuwe normale waarden opnieuw berekend op basis van de gemiddelde metingen in Ukkel over de referentieperiode 1980-2010.
De oude normalen hebben verschillende referentieperiodes.
De records gelden vanaf de oude referentieperiodes tot heden.
|                                     | normaal (oud) | normaal (nieuw) | record + | jaar | record - | jaar |
| ----------------------------------- | ------------- | --------------- | -------- | ---- | -------- | ---- |
| Luchtdruk in hPa                    | 1016,3        | 1016,6          | 1022,9   | 1865 | 1009,7   | 1852 |
| Gemiddelde windsnelheid in m/s      | 3,1           | 3               | 4        | 1946 | 2,3      | 1989 |
| Zonneschijnduur in hh:mi            | 195           | 188             | 302      | 1976 | 111      | 1987 |
| Gemiddelde temperatuur in °C        | 15,5          | 16,2            | 19,3     | 2003 | 11,5     | 1923 |
| Gemiddelde maximumtemperatuur in °C | 20,2          | 20,6            | 24,5     | 1976 | 15,6     | 1923 |
| Gemiddelde minimumtemperatuur in °C | 11,3          | 11,9            | 14,4     | 2003 | 7,7      | 1918 |
| Relatieve vochtigheid in %          | 76,9          | 73              | 87       | 1888 | 62       | 2017 |
| Gemiddelde dampdruk in hPa          | 13,5          | 13,5            | 16,9     | 1858 | 11,2     | 1991 |
| Neerslagtotaal in mm                | 67,4          | 71,8            | 174,6    | 2016 | 12,1     | 1976 |
| Neerslagdagen                       | 15            | 15              | 26       | 1916 | 4        | 1887 |
| [ 4 ] [ 5 ]                         |               |                 |          |      |          |      |

### Extremen
Overzicht van de hoogste en laagste 5 waarden voor de maand juni vanaf 1833 voor gemiddelde temperatuur en neerslaghoeveelheid en aantal neerslagdagen en vanaf 1887 voor zonneschijnduur(*) in Ukkel.
| | Gemiddelde temperatuur | Gemiddelde temperatuur | Zonneschijnduur | Zonneschijnduur | Neerslaghoeveelheid | Neerslaghoeveelheid | Aantal neerslagdagen | Aantal neerslagdagen |
| | Jaar                   | °C                     | Jaar            | uren            | Jaar                | mm                  | Jaar                 | dagen                |
| --- | ---------------------- | ---------------------- | --------------- | --------------- | ------------------- | ------------------- | -------------------- | -------------------- |
| Hoogste waarden                                                                                          |                        |                        |                 |                 |                     |                     |                      |                      |
| 2023 | 20,3                   | 1976                   | 349             | 2016            | 174,6               | 1916                | 26                   |                      |
| 2003 | 19,3                   | 1959                   | 320             | 1839            | 173,3               | 1987                | 25                   |                      |
| 2017 | 19,2                   | 1950                   | 313             | 1963            | 153,7               | 1977                | 25                   |                      |
| 1976 | 19,2                   | 1957                   | 313             | 1966            | 140,5               | 1927                | 24                   |                      |
| 1858 | 19,0                   | 1930                   | 306             | 1859            | 137,0               | 1991                | 24                   |                      |
| Normale waarde (oud)                                                                                     |                        | 15,5                   |                 | 195             |                     | 67,4                |                      | 15,0                 |
| Normale waarde (nieuw)                                                                                   |                        | 16,7                   |                 | 188             |                     | 71,8                |                      | 15,0                 |
| Laagste waarden                                                                                          |                        |                        |                 |                 |                     |                     |                      |                      |
| 1956 | 12,6                   | 1991                   | 130             | 1962            | 18.8                | 1942                | 8                    |                      |
| 1916 | 12,2                   | 1956                   | 126             | 1921            | 17.1                | 2023                | 7                    |                      |
| 1871 | 12,2                   | 1977                   | 122             | 2018            | 15.8                | 1976                | 5                    |                      |
| 1869 | 12,2                   | 1988                   | 122             | 1868            | 15,0                | 2018                | 4                    |                      |
| 1923 | 11,5                   | 1987                   | 111             | 1976            | 12,1                | 1887                | 4                    |                      |
| (*) Waarden vóór december 2008 werden omgerekend. Zie voor wijze van berekenen zonneschijnduur in Ukkel. |                        |                        |                 |                 |                     |                     |                      |                      |

### Uitzonderlijke gebeurtenissen
Extremen in België zijn:
- 1887 - Laagste aantal regendagen in juni sinds begin van waarnemingen.
- 1916 - Hoogste aantal regendagen in juni sinds begin van waarnemingen.
- 1918 - Laagste gemiddelde minimumtemperatuur in de maand juni waargenomen.
- 1923 - In Ukkel is de gemiddelde temperatuur voor deze maand juni de laagste van alle maanden juni ooit met een waarde van 11,5 °C (normaal: 15,5 °C).
- 1976 - De maand juni is in Ukkel uitzonderlijk in meerdere opzichten. Hij telt het kleinste aantal neerslagdagen (5, normaal: 16 dagen). Het is ook de droogste met een neerslagtotaal van 12,1 mm (normaal: 66,5 mm). Met een gemiddelde temperatuur van 19,2 °C is het ook de warmste maand juni van de eeuw (normaal: 15,5 °C). Het is ten slotte ook de zonnigste maand juni van de eeuw: we registreren 349 uur zonneschijn (normaal: 226 uur).
- 1987 - Tijdens de maand scheen de zon slechts 111 uur in Ukkel (normaal: 226 uur): dit is de somberste maand juni van de eeuw.
- 2003 - Zowel de gemiddelde als de gemiddelde minimumtemperatuur breken warmterecords met meer dan 3 graden boven normaal.
- 2016 - Natste maand juni ooit met 174,6 mm (normaal: 71,8 mm).
- 2017 - Op een na warmste junimaand met een gemiddelde temperatuur van 19.2 °C.
- 2018 - Op twee na droogste junimaand sinds 1833 met te Ukkel 15.8 mm neerslag (normaal: 71.8 mm) en met 4 neerslagdagen het laagste aantal sinds 1887.
- 2023 - Warmste junimaand ooit met te Ukkel een gemiddelde temperatuur van 20.3 °C.